# Trauerndes Elternpaar
Trauerndes Elternpaar (Sörjande föräldrar) är en skulpturgrupp av Käthe Kollwitz.  
Käthe Kollwitz och hennes man Karl (1863–1940) förlorade i oktober 1914 den yngste av sina två söner, Peter (1896–1914), som frivillig soldat i första världskrigets början vid Diksmuide i Flandern. Skulpturgruppen föreställer ett sörjande föräldrapar och är huggen i belgisk granit. Käthe Kollwitz arbetade med motivet mellan 1914 och 1932. Skulpturerna placerades först ut på den tyska krigskyrkogården i Esen-Roggeveld i Belgien. I samband med att kvarlevorna efter Peter Kollwitz flyttades därifrån till krigskyrkogården i Vladslo, också i närheten av Diksmuide i Flandern, flyttades också skulpturerna dit.
Skulpturgruppens två figurer, som bär Käthe och Karl Kollwitz anletsdrag, står bredvid varandra på knäna på varsin stensockel. Blickarna är riktade mot sonen Peters grav. Ursprungligen var figurgruppen tänkt med tre enheter, med en avbildning av Peter liggande mellan sina bägge föräldrar. Skulpturena höggs av bildhuggarna August Rhades och Fritz Diederich 1932 efter Käthe Kollwitz gipsmodeller.
En avbildning från 1954 i musselkalk finns utanför kyrkoruinen Alt St. Alban i Altstadt-Nord i Köln. (50°56′13″N 6°57′30″Ö / 50.937°N 6.95842°Ö)
Käthe Kollwitz arbetade något senare med en skulptur i litet format med pietà-motiv. Hon skrev i sin dagbok 1937: "Jag arbetar med den lilla skulpturen, som utgick från utkastet till skulptur över föräldrarna. Den har nu blivit något av en pietà. Modern sitter och har lagt sin döde son mellan sina knän. Det rör sig inte längre om smärta, utan av eftertanke.". Den skulpturen blev samma år Mutter mit totem Sohn.

## Bildgalleri

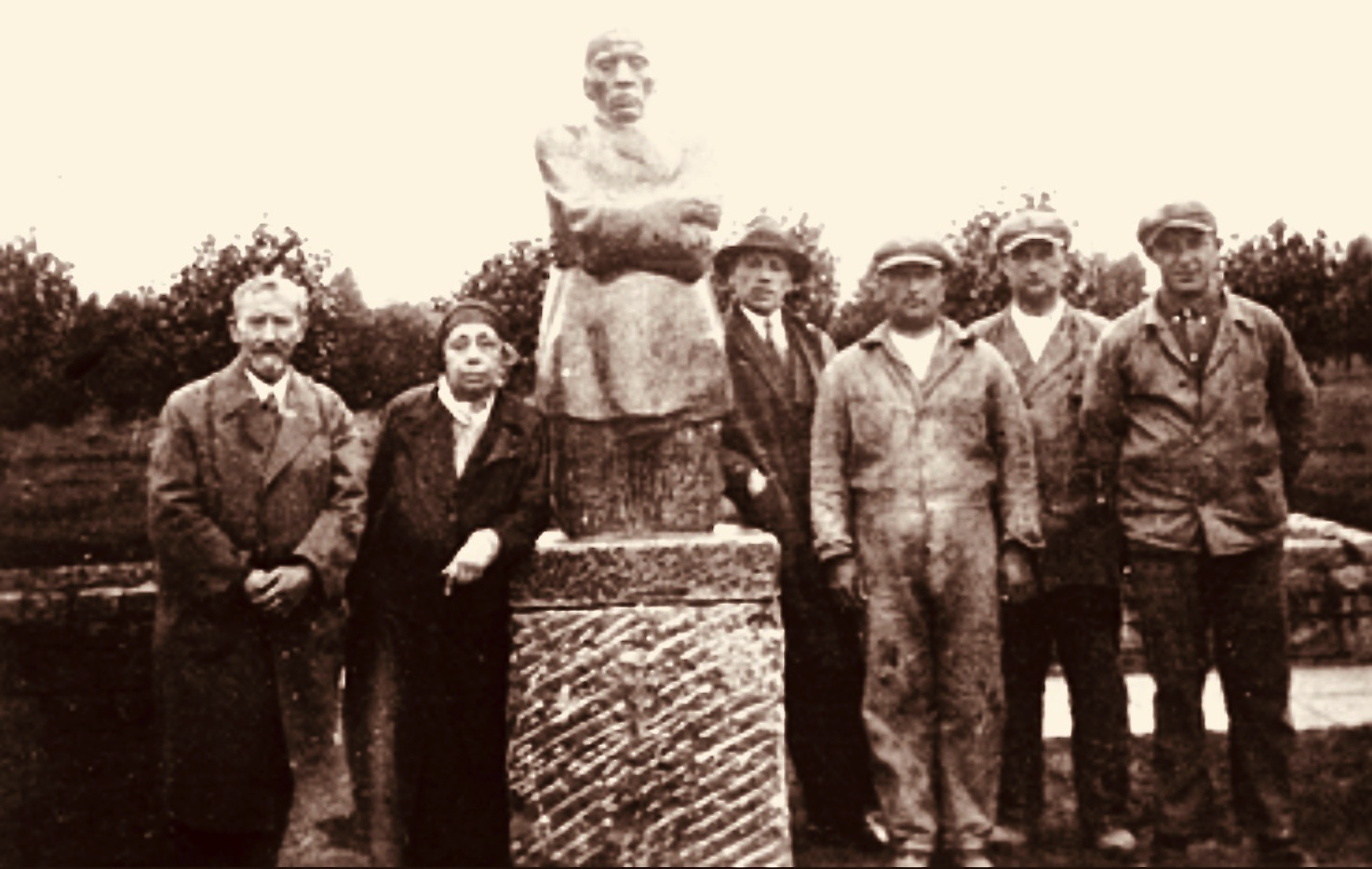
Karl och Käthe Kollwitz vid Sörjande föräldrar på krigskyrkogården i Esen-Roggeveld, den 23 juli 1932
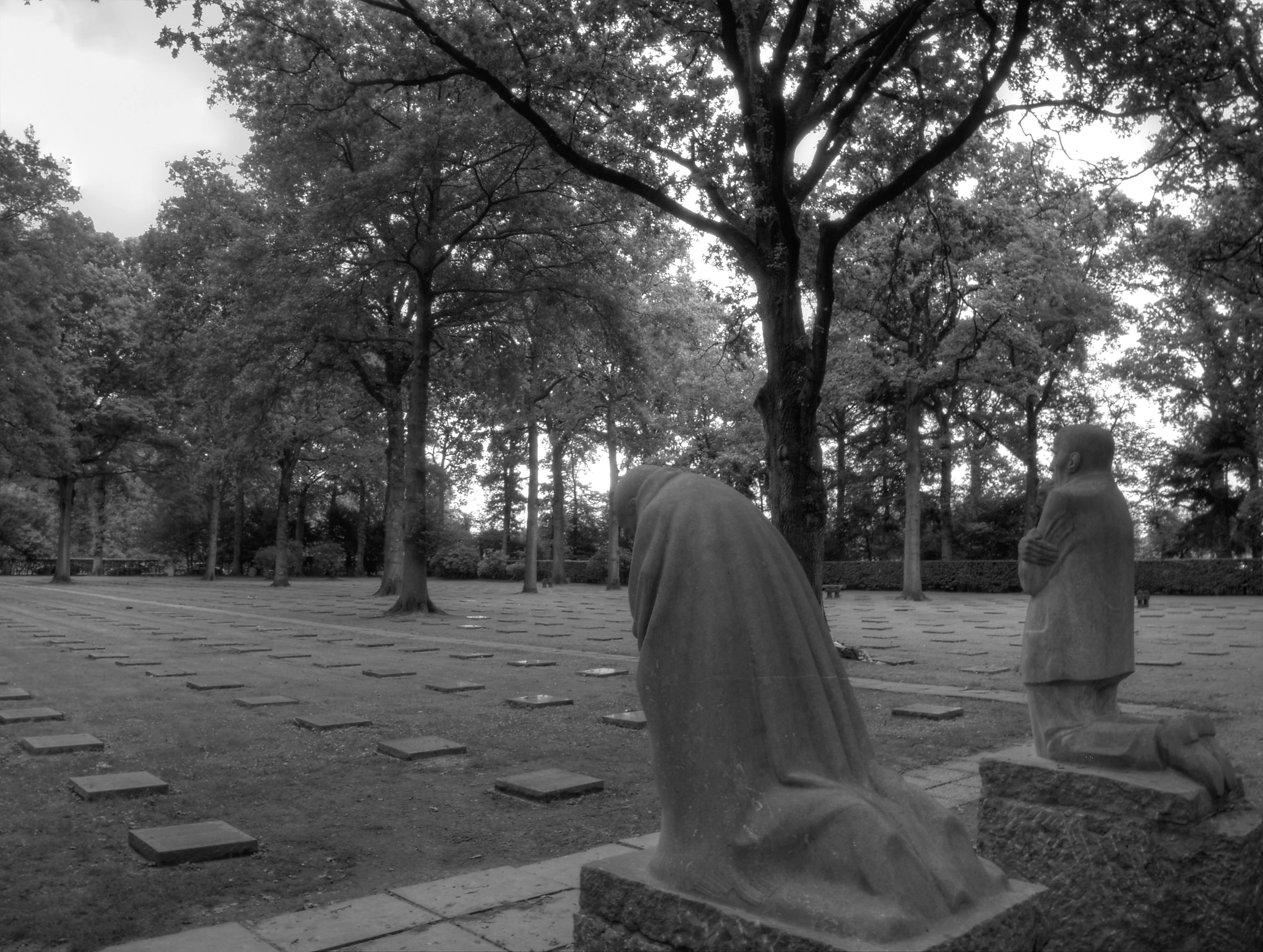
Krigskyrkogården i Vladslo, 2013
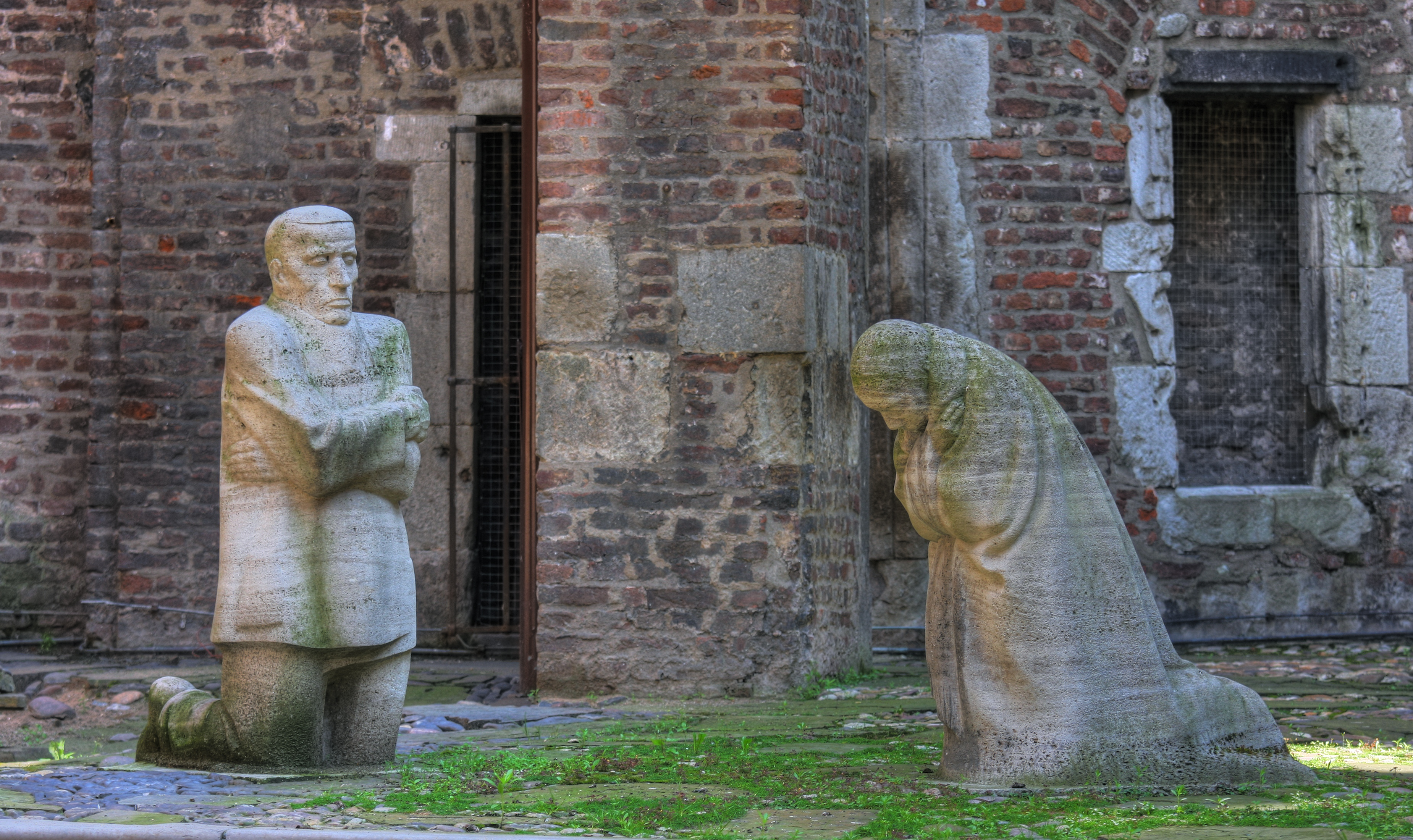
Avbildningen i Alt St. Alban i Köln
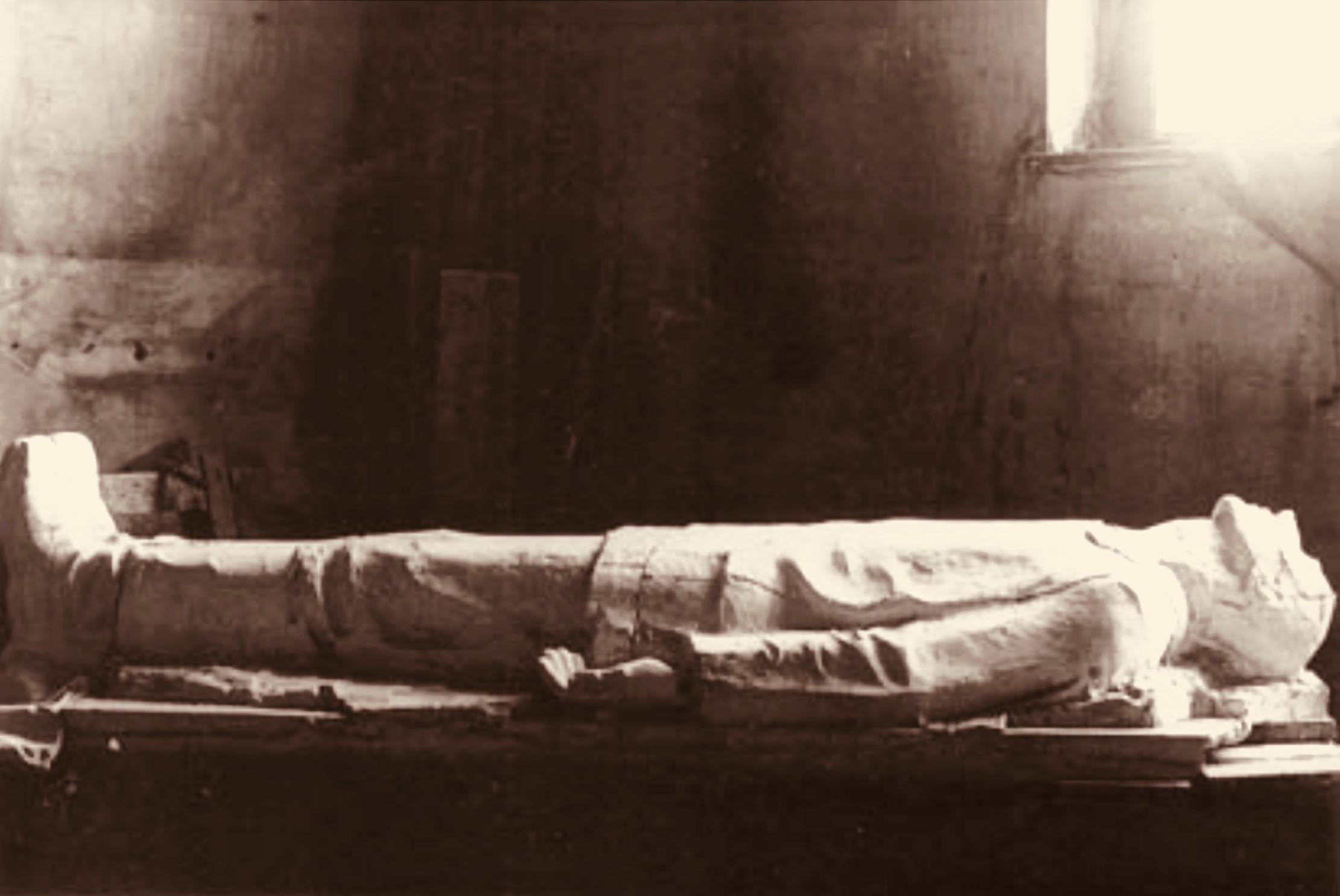
Gipsmodell av liggande soldat (Peter Kollwitz), 1915–1916
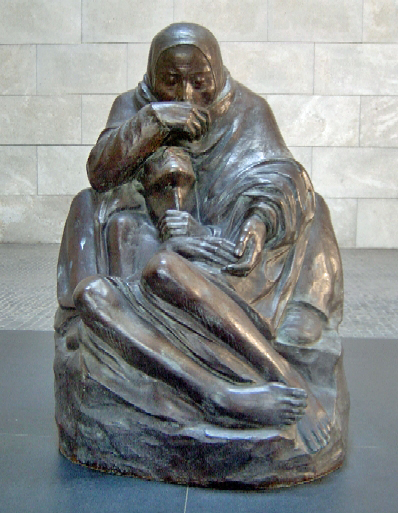
Mutter mit totem Sohn